# Piet de Boer
Piet de Boer (Amsterdã, 10 de outubro de 1919 - 8 de fevereiro de 1984) foi um futebolista neerlandês, que atuava como atacante.

## Carreira
Piet de Boer fez parte do elenco da Seleção Neerlandesa de Futebol que disputou a Copa do Mundo de 1938.

## Ligações Externas
- Perfil em FIFA.com (em inglês)